# Campo Imperatore

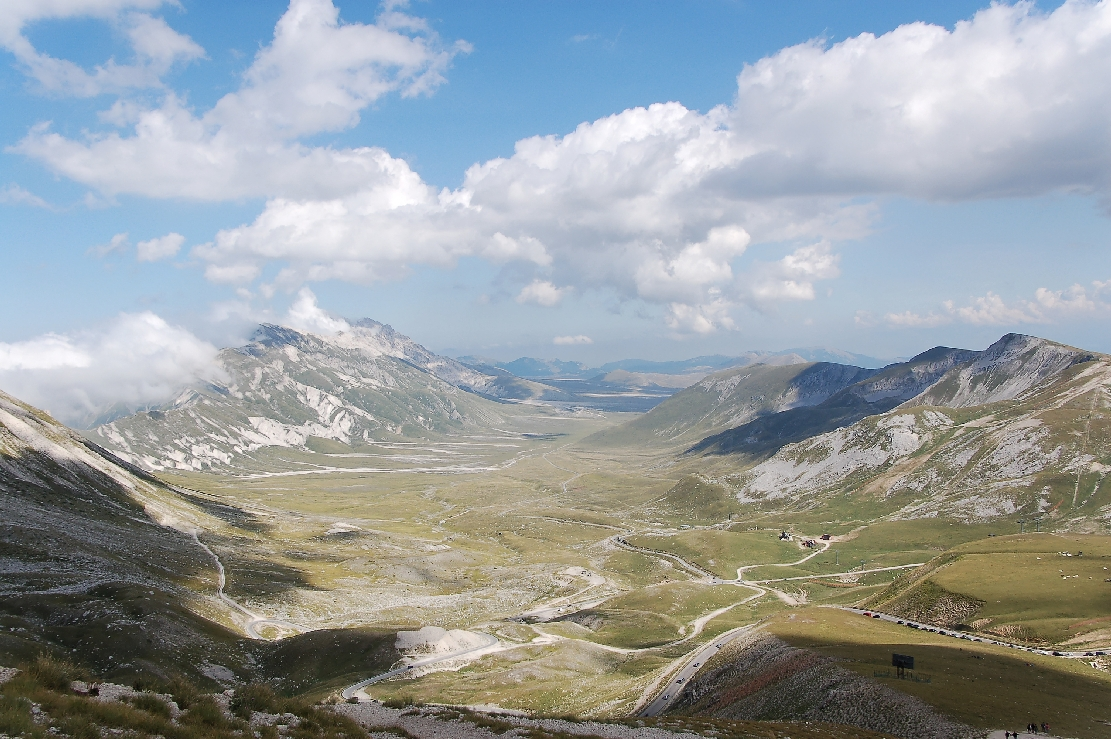
Die Hochebenen des Campo Imperatore im Sommer

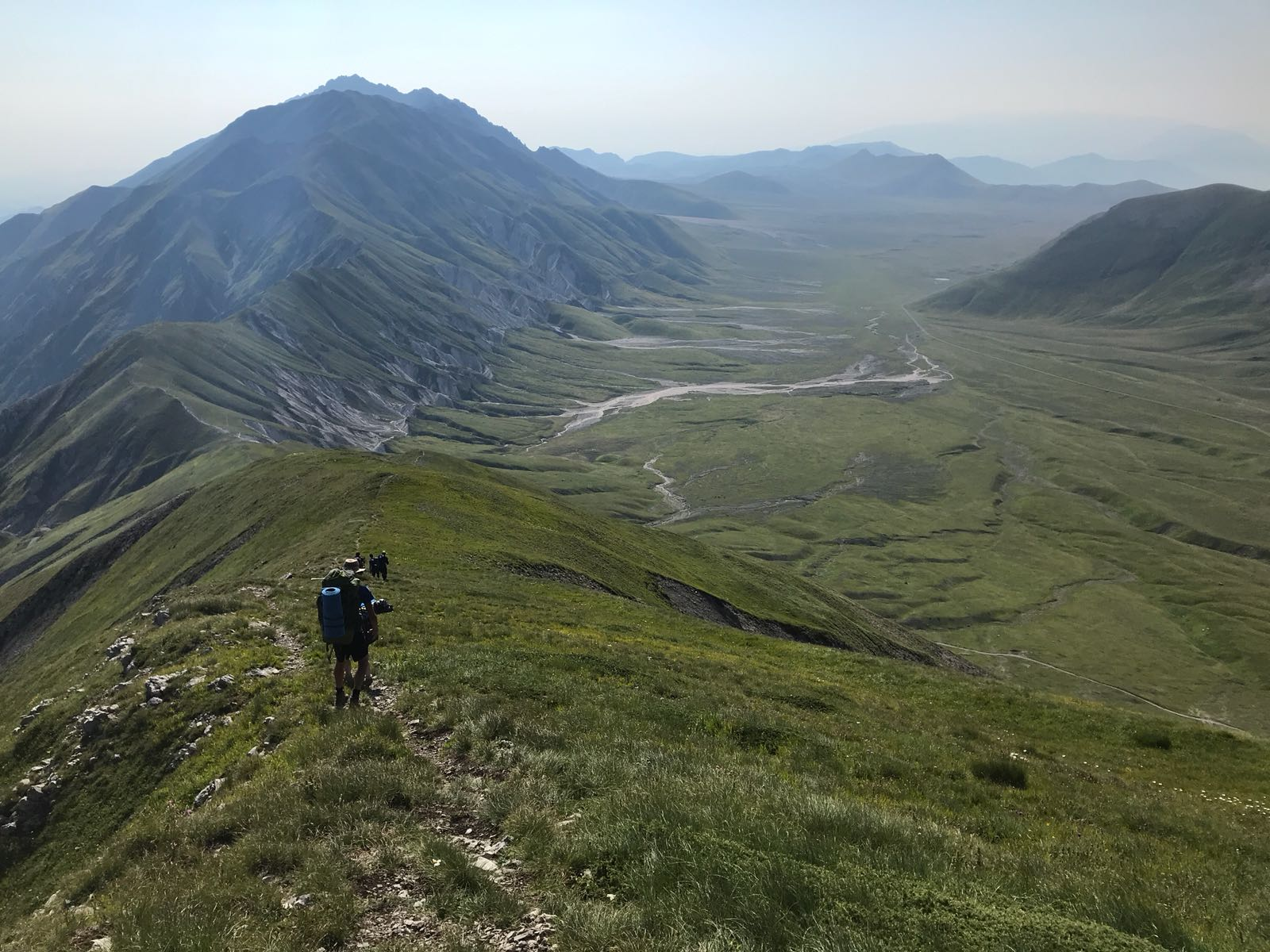
Campo Imperatore im Sommer, Abstieg zum Vado Corno

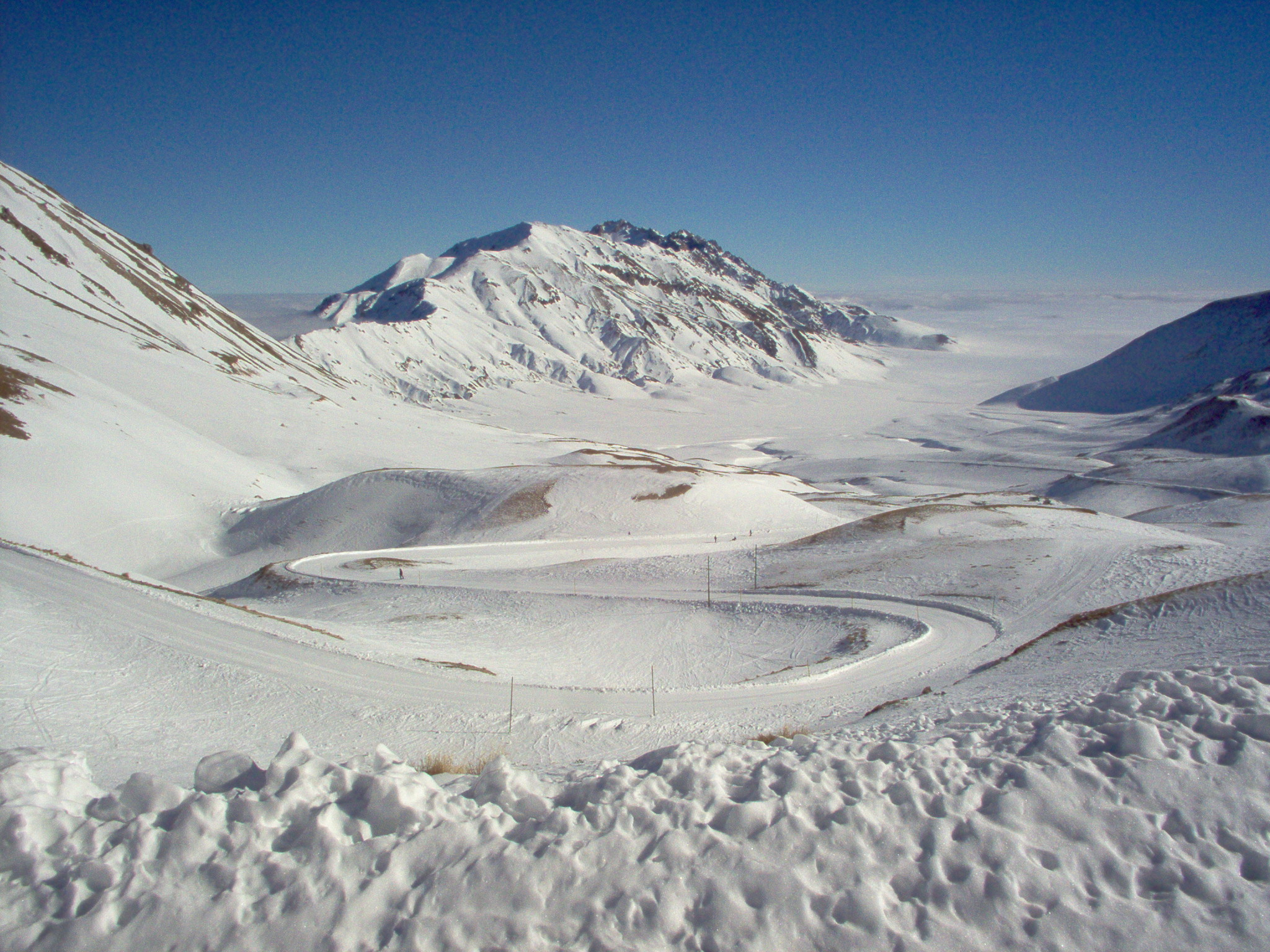
Campo Imperatore im Winter, im Hintergrund der Monte Brancastello

Der Campo Imperatore (italienisch für „Kaiserliches Feld“) ist ein beckenförmiges Hochplateau südlich des Massivs des Gran Sasso d’Italia in der Provinz L’Aquila in der italienischen Region Abruzzen.

## Geographie
Das Plateau wurde durch einen Gletscher geformt und befindet sich unweit des an der Nordseite des Corno Grande gelegenen Calderone-Gletschers, des südlichsten Gletschers Europas. Der Campo Imperatore hat eine Länge von ungefähr 15 km und eine Breite von ungefähr 5 km und ist Teil des Nationalparks Gran Sasso und Monti della Laga. Das Plateau wird unter anderem von den Bergen Monte Prena, Monte Aquila, Monte Camicia und Monte della Scindarella umgeben, alle mit einer Höhe von über 2200 m.
Die Höhe des Campo Imperatore variiert zwischen 1500 und 1900 m und bedeckt eine Fläche von ungefähr 80 km².
An der südöstlichen Flanke des Campo Imperatore befinden sich die mittelalterlichen Bergdörfer Castel del Monte, Calascio und Santo Stefano di Sessanio, deren Herrscher einst die Medicis waren. Im Frühling, Sommer und Herbst werden von Schäfern aus diesen Dörfern auf den Grünflächen des Plateaus ungepfercht Pferde, Kühe und Schafe gehalten. Die Weiden sind in dieser Zeit mit Feldgräsern und Wiesenblumen bedeckt.
Verkehrstechnisch erschlossen ist die Hochebene von der Staatsstraße 17 bis della Funivia del Gran Sasso e di Campo Imperatore, von der ein Abzweig bis zum Parkplatz der Bergstation der Gran-Sasso-Seilbahn führt.

## Flora und Fauna
Durch intensive Weidewirtschaft in der Vergangenheit – es wird geschätzt, dass sich im 16. und 17. Jahrhundert zwischen einer und zwei Millionen Weidetiere rund um Campo Imperatore aufhielten – ist die Flora dort starken Veränderungen ausgesetzt gewesen. Es kam zu einer generellen Verarmung der Arten und einem massiven Auftreten von Nitrophyten, wie Große Brennnessel, Ringdisteln, Eberwurzen, Kratzdisteln, Löwenzahn und anderer Gattungen. Bestimmte Bereiche wurden von Borstgras besiedelt, das von Weidetieren geschmäht wird und zudem durch die Hufe der Tiere wenig Schaden erleidet. Die durch anthropogene Faktoren entstandene Borstgrasweide bildet wiederum einen besonders schützenswerten Lebensraumtyp.
Ein 1952 gegründeter Botanischer Garten in der Nähe der Seilbahnstation widmet sich der Kultivierung und Erforschung von ungefähr 300 einheimischen Bergpflanzen. Unter diesen Pflanzen befinden sich die seltene und bedrohte Rauschbeere, Gelber Enzian, Edelweiß und Adonisröschen.
Der Campo Imperatore ist Habitat für den Italienischen Wolf, Wildkatze und Gämse. Die Abruzzengämsen schienen beinahe ausgestorben zu sein, die Population erholte sich jedoch durch intensive Zusammenarbeit zwischen dem italienischen WWF und der Verwaltung des Nationalparks. Andere Tierarten, die das Hochplateau bevölkern, sind Wildschwein, Fuchs, Ringelnatter, die sonst seltene Wiesenotter und eine Vielzahl Vogelarten wie Steinadler und Falke.

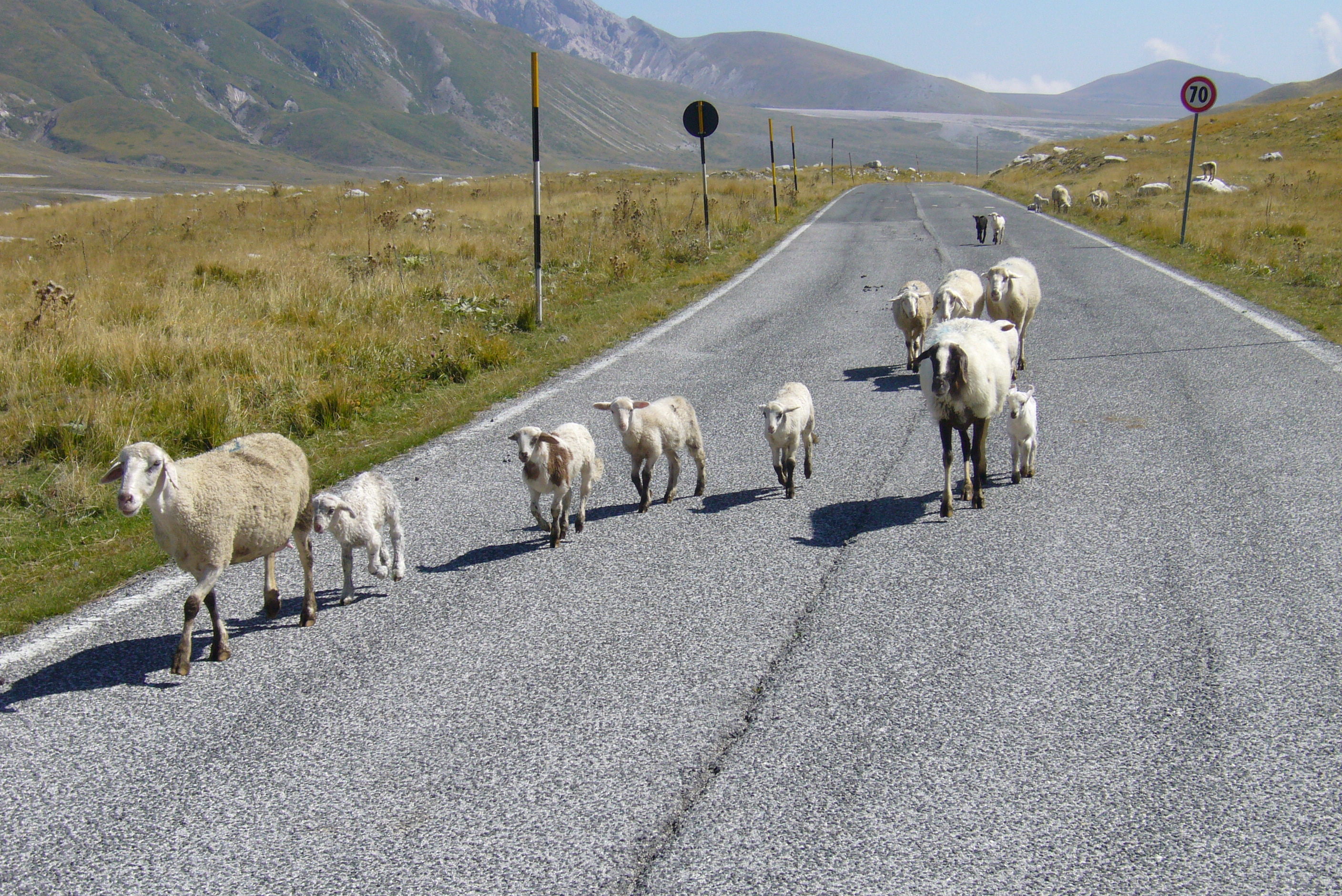
Schafherden auf dem Campo Imperatore
Der Corno Grande mit dem Vado Corno davor
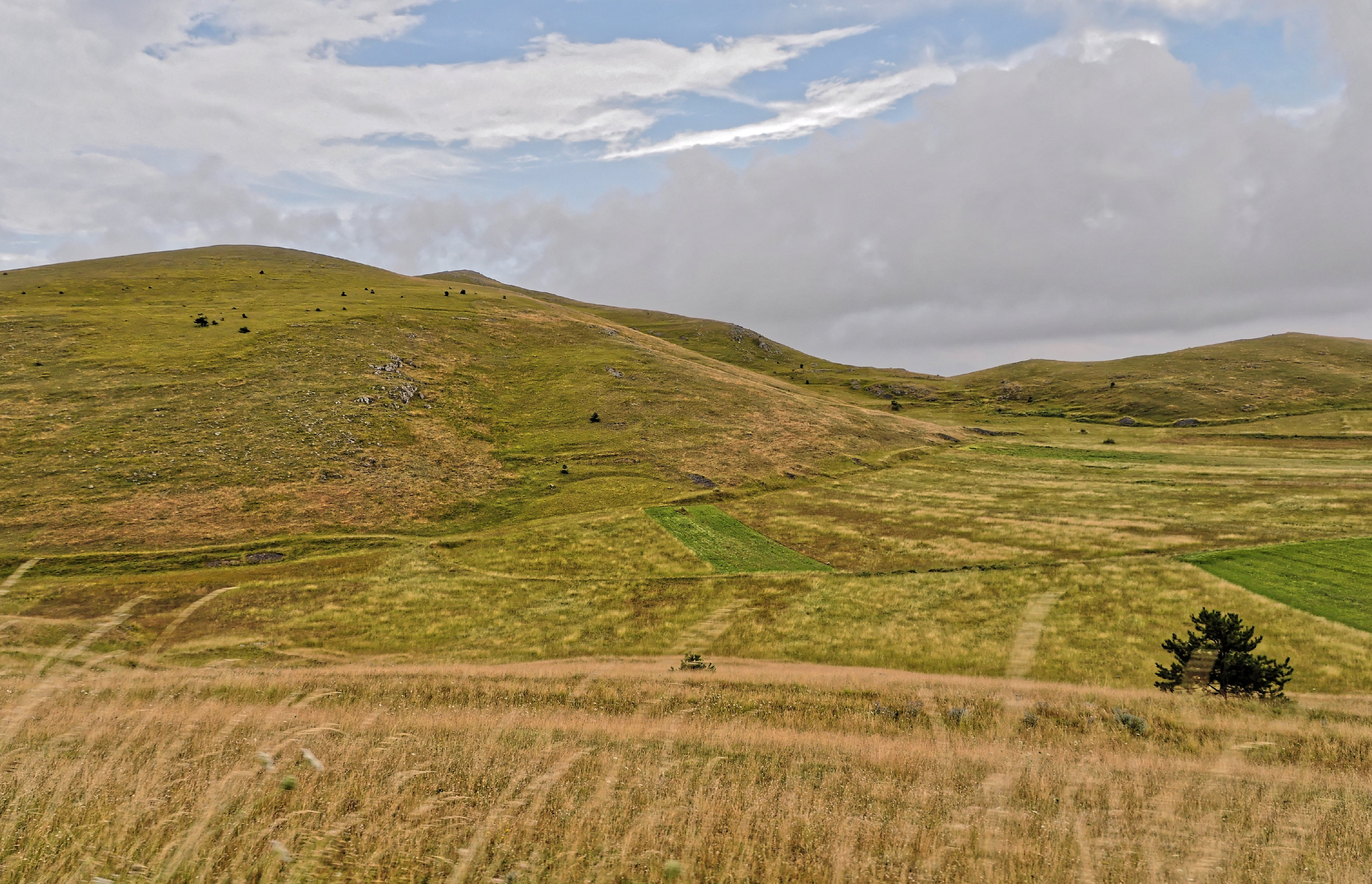
Weidelandschaft
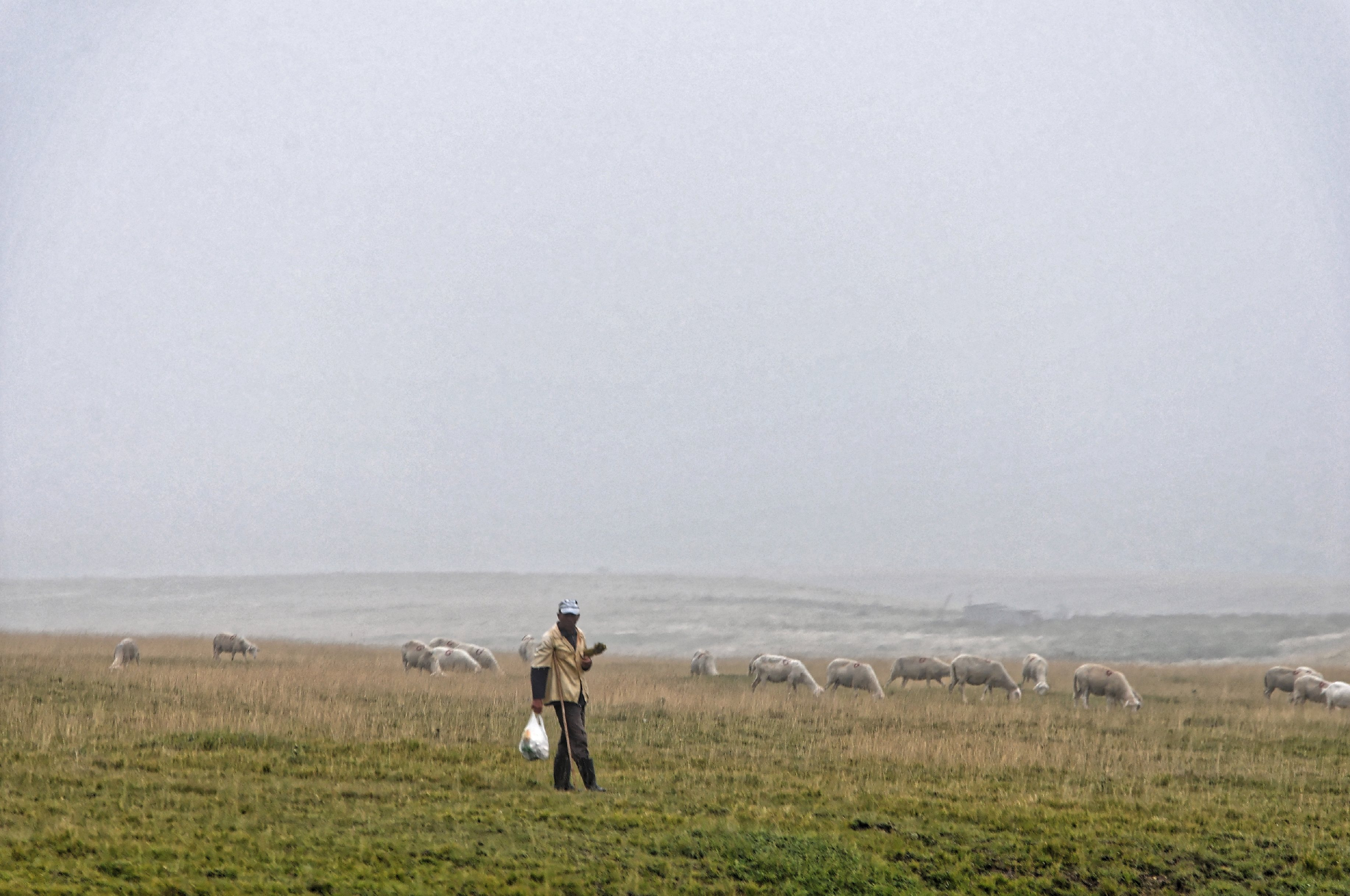
Schäfer auf dem Campo Imperatore

## Geschichte
Campo Imperatore wurde seit alters her als Weidefläche insbesondere für die Transhumanz genutzt. Die Transhumanz existierte bereits in vorrömischer Zeit. Während der Besetzung der Abruzzen durch die Langobarden ab der zweiten Hälfte des 6. Jahrhunderts wurde das vormals einheitlich regierte Gebiet unter die zwei Herzogtümer Spoleto und Benevent aufgeteilt, wodurch auch die Transhumanz zum Erliegen kam. Mit der Eroberung durch die Normannen zwischen dem 11. und 12. Jahrhundert wurde die Transhumanz wieder aufgenommen. Damit rückten auch die weitläufigen Weideflächen auf dem Campo Imperatore in den Mittelpunkt des Interesses. Mit den Staufern fiel das Gebiet unter die direkte Verwaltung des Reiches. Der Kaiser vergab es als Lehen an örtliche Feudalherren und vor allem Mönche. In einer von Friedrich II. unterzeichneten Lehensurkunde an die Zisterzienser aus dem Jahr 1222 wurden die Mönche mit dem Bau der Grangie Santa Maria del Monte di Paganica auf dem Campo Imperatore bemächtigt. In der Folgezeit entstanden auf der Hochflächte mehrere Grangien wie San Egidio oder San Colomba del Monte Brancastelle.
Mit der Einrichtung des Schaf-Zollamtes (italienisch Dogana delle pecore) im 15. Jahrhundert durch die Aragonier, mit dem die Transhumanz geregelt und die Einnahmen aus den Weiderechten besteuert wurden, erfuhr die Transhumanz einen bedeutenden Impuls. Es waren dann insbesondere die Medici, die den Handel von Wolle förderten. Im 16. Jahrhundert kamen sie in den Besitz des Ortes Santo Stefano di Sessanio zu Füßen der Hochfläche und machten den Ort zu einem Zentrum der Wollproduktion. Die Herrschaft der Medici dauerte bis ins 18. Jahrhundert an. In der zweiten Hälfte des 19. Jahrhunderts begann der langsame Niedergang des Wollhandels, und damit verlor auch die Transhumanz auf dem Campo Imperatore an Bedeutung. Die Folge war, dass viele Einwohner in den Orten zu Füßen der Hochfläche emigrierten.
Einen neuen, diesmal touristischen Aufschwung erlebte Campo Imperatore in den 1930er-Jahren. Im September 1934 wurde auf Betreiben des faschistischen Bürgermeisters von L’Aquila und späteren Parteisekretärs der Nationalen Faschistischen Partei Adelchi Serena sowie seines faschistischen Amtskollegen aus Pescara Giacomo Acerbo an der Westflanke der Hochebene die Campo-Imperatore-Seilbahn errichtet. Mit dem Bau der Seilbahn entstanden auch der Ort Fonte Cerretto, die Zufahrtsstraße zur Seilbahn und an der Bergstation das vom Architekten Vittorio Bonadè Bottino entworfene Hotel Campo Imperatore bei Pratorìscio sowie zwei auf einen Vorberg des Gran Sasso führende Skilifte. Mit dem Bau wurde das Skigebiet Campo Imperatore zu einem Vorreiter für den Wintersport in Italien, das von seiner Nähe zu Rom profitieren konnte.
Bekanntheit erlangte Campo Imperatore durch die Befreiung Benito Mussolinis im September 1943 durch eine deutsche Kommandoaktion (Deckname Unternehmen Eiche), nachdem Mussolini nach seinem Sturz im Juli 1943 von Ende August bis September im Hotel Campo Imperatore gefangen gehalten worden war.
1947 wurde der Seilbahnbetrieb wieder aufgenommen und in den 1950er-Jahren das Skigebiet ausgebaut. 1964 wurde die Seilbahn modernisiert und 1988 durch eine neue Anlage ersetzt. Mit der Einrichtung des Nationalparks Gran Sasso und Monti della Laga 1991 wurde auch die Hochebene von Campo Imperatore Teil des Nationalparks.

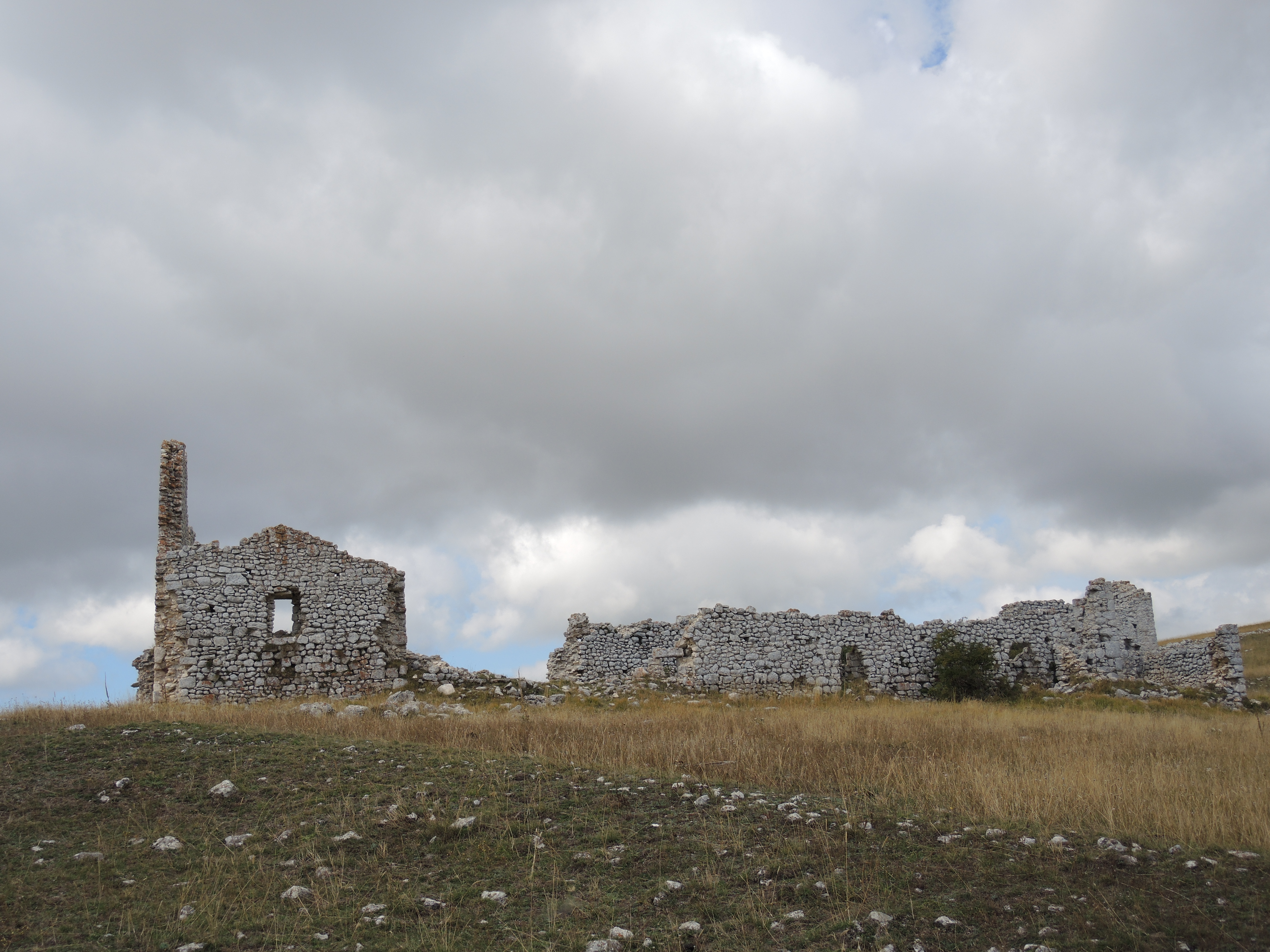
Ruine der Grangie Santa Maria del Monte di Paganica
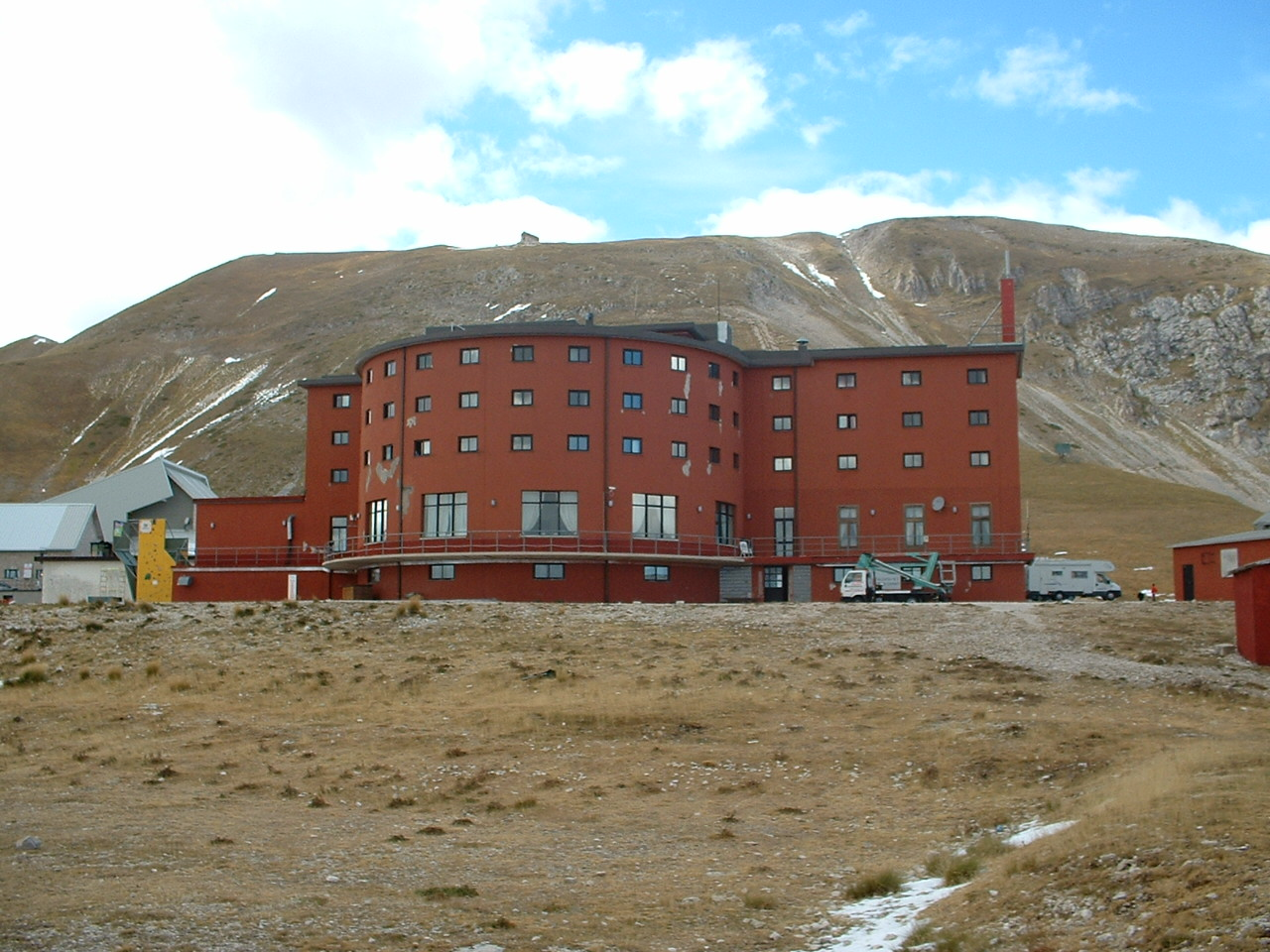
Das von Vittorio Bonadè Bottino entworfene und 1934 eröffnete Hotel Campo Imperatore
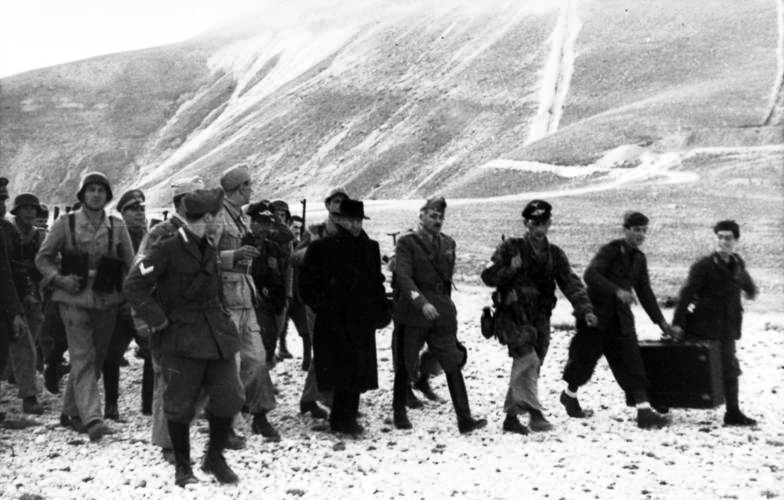
Der  am Campo Imperatore am 12. September 1943 befreite Mussolini
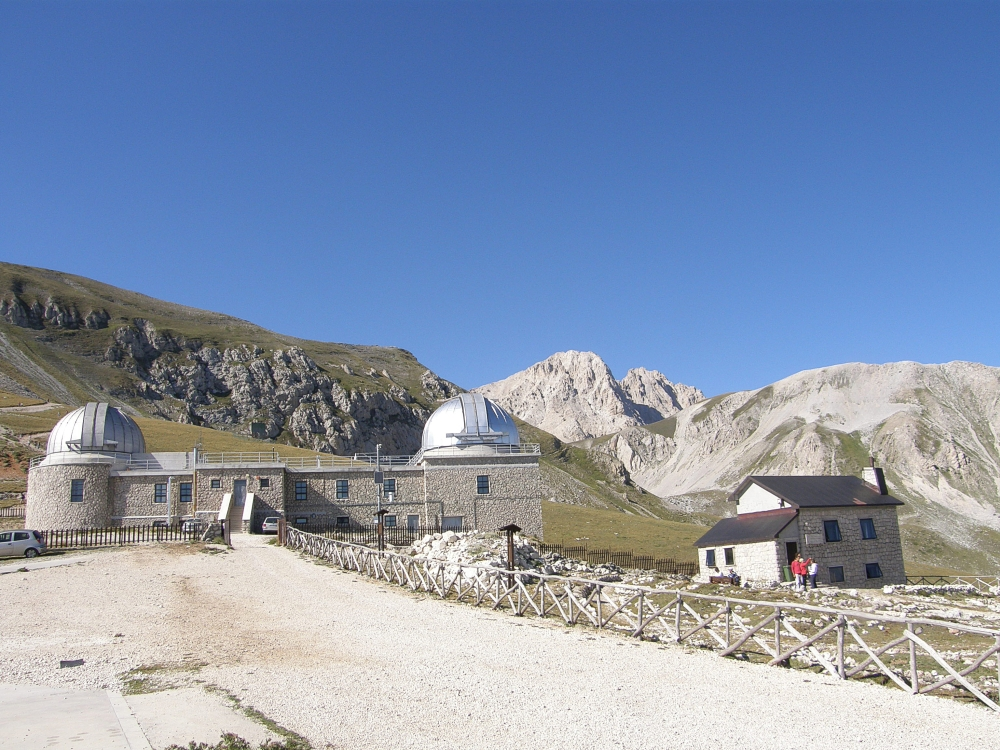
Sternwarte und der Botanische Garten auf dem Campo Imperatore
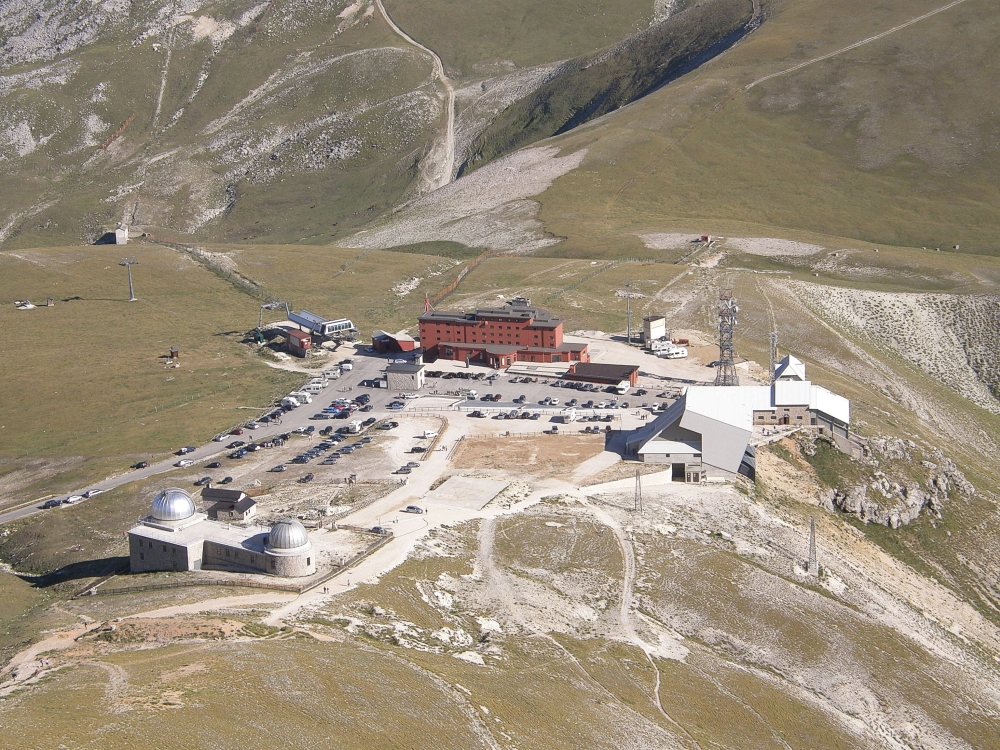
Die verschiedenen Gebäude bei Pratorìscio

## Sonstiges
Eine Außenstelle des Observatoriums von Rom, die Stazione Osservativa di Campo Imperatore, wurde 1952 gegründet und liegt im westlichsten Teil der Hochebene. Hier wurde die Höhe und das Fehlen künstlichen Lichts ausgenutzt. Die Station verfügt seit 1997 über das Spiegelteleskop AZT-24 mit 1,1 Meter Durchmesser. Hier wird auch das Projekt CINEOS (Campo Imperatore Near-Earth Object Survey) betrieben.
Auf dem Campo Imperatore wurden Szenen von ungefähr 20 internationalen Kinofilmen gedreht, so zum Beispiel für Vier Fäuste für ein Halleluja, Keoma – Das Lied des Todes, Der Name der Rose, Der Tag des Falken, Nachtsonne und Ferrari.